# 乞伏利那
乞伏利那（?—?），為晉朝時隴西部鮮卑首領，十六國時期西秦建立者乞伏國仁之伯曾祖父，承襲父亲乞伏結權，在位時間不詳。
乞伏利那于烏樹山攻打鮮卑吐賴，于大非川討伐尉遲渴權，收部眾三萬餘。乞伏利那死後，弟乞伏祁埿立。他的幼弟乞伏轲埿在乞伏祁埿死后，辅佐乞伏利那之子乞伏述延成为隴西鮮卑的首領。
| 前任： 乞伏結權 | 隴西部鮮卑首領 | 繼任： 乞伏祁埿 |